# Pietro da Bagnara
Pour les articles homonymes, voir Bagnara.
 (juillet 2025).
Pietro da Bagnara, également connu comme Pietro Bacchi da Bagnara, est un peintre italien du XVIe siècle, se rattachant à l'école romaine. 

## Biographie
Originaire de Bagnara di Romagna en province de Ravenne, Pietro Bacchi a imité Raphaël avec talent.

## Œuvres
- Elisabetta e San Giovanni, chiesa di Santa Maria Nuova, Asti
- Scène de la Vie de saint Apollinaire (1540), dernière chapelle à gauche,  Sant'Apollinare Nuovo, Ravenne.
- Madonna del Rosario con san Domenico, santi e devoti, retable, pinacothèque communale,  Imola
- La Vergine col Bambino, S. Lorenzo, S. Giovanni Baffista e S. Ubaldo (1546), préalablement dans l'église San Giorgio de Settimo Milanese, conservée à la pinacothèque de Brera

Selon la fondation Federico Zeri, les œuvres suivantes lui sont attribuées:
- Madonna con Bambino in gloria tra san Giovanni Battista e sant'Agostino, musée civique des Eremitani, Padoue.
- Madonna con Bambino, sant'Anna e san Giovannino, musée civique des Eremitani, Padoue.
- Salita di Cristo al monte Calvario e crocifissione, Chiesa di S. Maria in Porto, Ravenne.